# Onamo, 'namo!
Onamo 'namo! (en cirílico serbio: Онамо, 'намо!, lit. 'Por alla, Por ahi!') es una canción patriótica escrita por el príncipe Nicolás I de Montenegro y publicada en la revista de literatura en serbio Danica ("Estrella de la Mañana"), editada en Novi Sad. En 1867. Su melodía podría atribuirse al compositor esloveno Davorin Jenko o al capellán checo František Wimmer, director de la banda militar del Ejército Real de Montenegro.
La letra de la canción pide la liberación de los territorios habitados serbios del Imperio Otomano, la capital Prizren de la Serbia medieval, el monasterio de Visoki Dečani y en la Batalla de Kosovo en el siglo XIV. Tras su publicación, la población balcánica se hizo popular entre los serbios y fue llamada "la Marsellesa serbia". Fue considerado como el himno nacional de Serbia y Montenegro, pero sus letras lo rechazaron por temor a provocar a los otomanos y luego prohibieron el sentimiento pan-serbio en el Imperio otomano y en Austria-Hungría. En 1870, el gobierno de Montenegro eligió a Ubavoj nam Crnoj Gori ("Nuestro Hermoso Montenegro") como himno nacional del país, y en 1882, Serbia estableció a Bože Pravde ("Dios de la Justicia").
En 1918, Montenegro se convirtió en parte del Reino de los Serbios, Croatas y Eslovenos (luego pasó a llamarse Yugoslavia) y Nicolás tuvo que exiliarse. Onamo, 'namo! fue propuesto como himno de la República de Montenegro, fundada en 1992, y a la República Federal de Yugoslavia después de que en 2003 adoptara el nombre de Serbia y Montenegro, como himno de la recién constituida unión estatal. Tras la decisión de Montenegro de abandonar la unidad de Estado en 2006, Onamo, 'namo! fue propuesto como el himno del nuevo país independiente. Por no referirse explícitamente a sus temas panserbios y a Montenegro en sus letras, el gobierno montenegrino decidió acoger a Oj, svijetla majska zoro ("Oh, hermosa aurora de mayo").

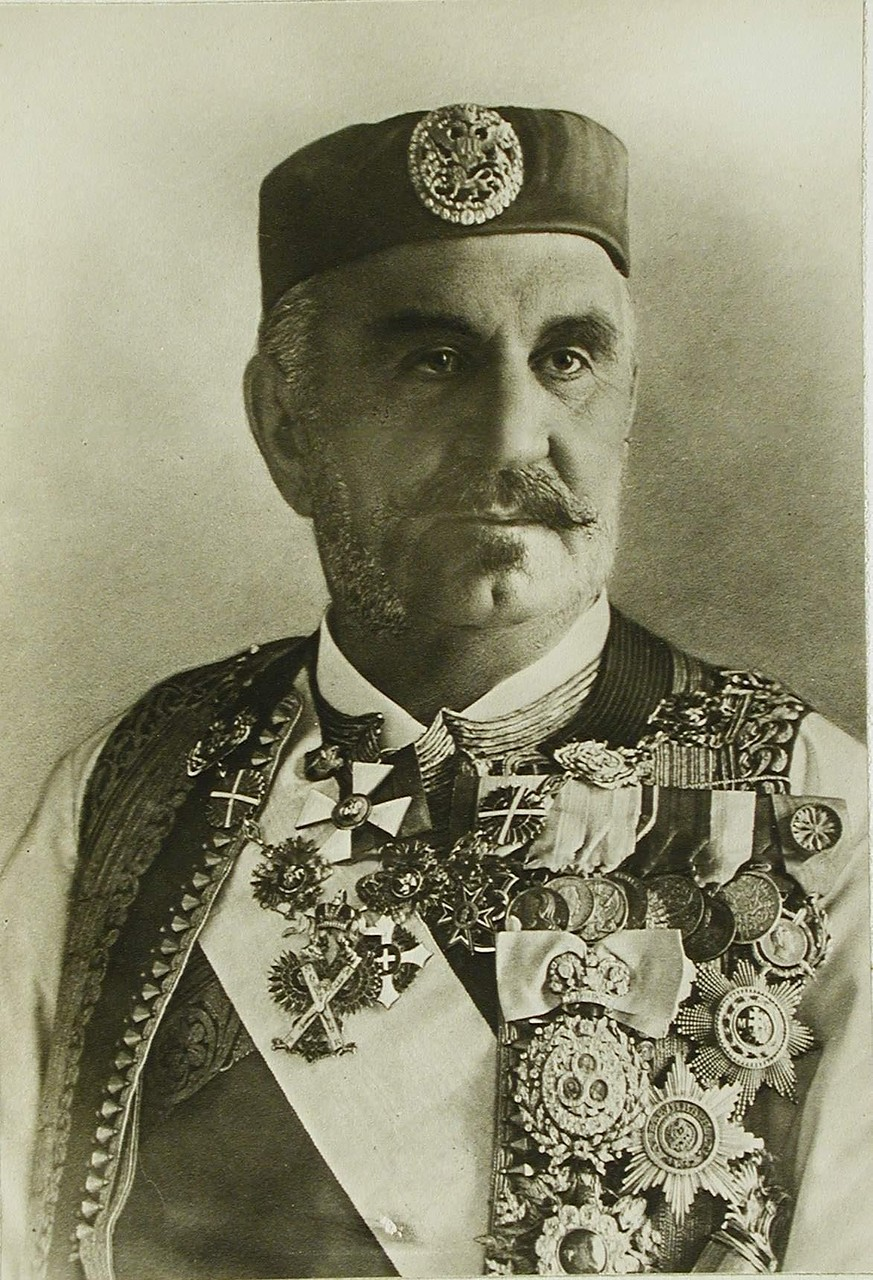
Onamo 'namo! lo escribió Nicolás I, príncipe de Montenegro. En 1910 fue ascendido a rey.

## Composición y tema
Nicolás I de Montenegro (en serbio: Nikola I. Crne Gore; en cirílico serbio: Никола I. Црне Горе), de la dinastía Petrović-Njegoš, accedió al trono del Principado de Montenegro en 1860 tras la muerte de su tío el príncipe Danilo, primer mandatario secular de Montenegro. En siglos anteriores, Montenegro fue una de las pocas políticas del sudeste de Europa que logró mantenerse esencialmente independiente del Imperio otomano. Durante gran parte de su existencia fue teocracia, gobernada por varios príncipes-obispos hasta el ascenso de Danilo en 1851. Al llegar al poder, Nicolás libró numerosas guerras contra los otomanos, extendiendo mucho el territorio de su país. Al igual que sus predecesores, se consideraba serbio y, en general, era partidario de la causa nacional serbia. Además de hombre de Estado, fue un gran poeta, dramaturgo y orador.
La letra de Onamo, 'namo! fue publicada por primera vez en 1867 en la revista literaria Danica ("Estrella de la Mañana"), en Novi Sad, que entonces formaba parte del Imperio austríaco. Según algunas cuestiones, la melodía de la canción es atribuible al compositor esloveno Davorin Jenko. Según otras fuentes, la melodía había sido compuesta por un capellán montenegrino de origen checo llamado Wimmer por Monsieur, y supuestamente estaba basada en una canción contemporánea que ensalzaba al revolucionario italiano Giuseppe Garibaldi. Wimmer era el director de la banda militar del Ejército Real de Montenegro, fundada en Podgorica en 1889.
Onamo, 'namo! es el himno panserbio de letras que exige la restauración del estado de la Serbia medieval, consumido por el Imperio otomano durante los siglos XIV y XV. Sus letras piden que los serbios liberen todos los territorios en los que viven, objetivo que Nicolás mencionaba con frecuencia a los diplomáticos extranjeros de la capital montenegrina, Cetiña, y Nicolás describe su deseo de poner el pie en la capital medieval serbia, Prizren, entonces sede del epónimo otomano. Unidad administrativa conocida como Sanjacado de Prizren. Las letras también mencionan a Miloš Obilić, un caballero serbio que se cree que mató al sultán Murad I en la batalla de Kosovo en junio de 1389, así como a los hermanos Jug Bogdan y Jugović, que supuestamente murieron en la contienda. También se menciona el monasterio de Visoki Dečani, al oeste de Kosovo.

## Legado
Onamo, 'namo! consolidó la reputación de Nicolás entre sus súbditos, así como la población serbia de los Balcanes. "El pueblo aceptó este poema como su canción de batalla", escribe la historiadora Olga Zirojević, "como un llamamiento a la liberación de ese pueblo serbio bajo la ocupación de Turquía, como un gran deber nacional a cumplir". En lo más alto de la fama, se le llamaba "la Marsellesa serbia". A pesar de la errónea creencia extendida de que en otro tiempo sirvió de himno nacional montenegrino, eso nunca fue así. Dos años antes de su publicación, Danica publicó las letras de varios candidatos al himno serbio, ninguno de los cuales fue reconocido por el gobierno serbio. Desde la letra de Onamo 'namo! pidió la separación de Kosovo del Imperio Otomano por temor a provocar a los otomanos que las autoridades serbias decidieron no acoger. Por razones similares, el gobierno montenegrino tuvo el recelo de considerarlo oficialmente como himno nacional de Montenegro, y en 1870 eligió a Ubavoj nam Crnoj Gori ("Nuestro Hermoso Montenegro"). En 1882, el gobierno serbio se instauró como Bože pravde ("Dios de la Justicia"). Sin embargo, Onamo, 'namo! entre la población balcánica se hizo muy popular entre los serbios y se cantó en muchos periodos oficiales y no oficiales. Por eso fue prohibida en el Imperio otomano y en Austria-Hungría.
A principios del siglo XX, Ovamo 'vamo! (¡Aquí, aquí!) una variante de la canción se hizo popular entre los serbobosnios; pidió a Serbia y a Montenegro que le liberaran de la dominación de Bosnia y Herzegovina otomana y austro-húngara. En 1911, la Asamblea Popular de Montenegro votó por unanimidad elevar el reino de Montenegro y Nicolás al título de rey. Durante la Primera Guerra de los Balcanes de 1912-1913, el Ejército Real serbio logró capturar a Prizren frente al Ejército Real de Montenegro. Antes de la guerra, Nicolás tenía la esperanza de que el pueblo entrara en Montenegro, y Onamo,'  namo! la referencia que hacía en, le dio una importancia añadida a este objetivo. Durante la Primera Guerra Mundial, Montenegro y Serbia lucharon juntos contra las Potencias Centrales y ambas fueron ocupados por Austria-Hungría durante 2 años. Tras la caída de los poderes centrales en 1918, Montenegro fue anexado por Serbia y entonces gobernado por el yerno de Nicolás, el rey Pedro. De forma breve, ambos estados se integraron en el recién fundado Reino de los Serbios, Croatas y Eslovenos, gobernado por la dinastía serbia de los Karađorđević. Nicolás se exilió a Francia, donde murió en 1921. En 1992, Onamo, 'namo! Fue una de las tres composiciones propuestas por las autoridades montenegrinas para convertirse en el nuevo himno nacional de la República de Montenegro, junto a Oj, svijetla majska zoro ("Oh, el brillante Día de Mayo") y Ubavoj nam Crnoj Gori. Por aquel entonces, Montenegro era una de las dos repúblicas que formaron la República Federal de Yugoslavia, fundada tras la caída de la República Federal Socialista de Yugoslavia en 1991-1992. En 2003, tras poner el nombre de Serbia y Montenegro a la República Federal de Yugoslavia, Onamo, 'namo! fue propuesto como el himno de la recién creada unión del estado.
Tras la decisión de Montenegro de abandonar la unidad de Estado tras un referéndum de independencia en 2006, la canción fue propuesta por la oposición mayoritaria serbia como el himno nacional del nuevo país independiente. Se toparon con la hostilidad de los políticos independentistas, que en sus letras no incluye referencias explícitas a Montenegro, ni como entidad separada de Serbia ni como región diferente. La canción también fue descalificada por la "tierra serbia" y sus alusiones a la batalla de Kosovo frente al partido independentista montenegrino, el Partido Demócrata de los Socialistas. Según los sabios Aleksandar Pavković y Christopher Kellen: "El gobierno montenegrino estaba buscando una canción que justificara implícita o explícitamente la separación de sus cantantes, los montenegrinos, de los serbios". Oj, svijetla majska zoro, el separatista montenegrino Sekula Drljevic y reorganizado por el fascista colaborador de la Segunda Guerra Mundial sus letras fue elegido como himno nacional, para disgusto de muchos serbios de Montenegro, según el sabio Kenneth Morrison, se lamentaron de la "connotación fascista".

## Letra
| Cirílico serbio | Latín serbio | Español |
| --- | --- | --- |
| Онамо, 'намо... за брда она, говоре да је разорен двор мојега цара; онамо веле, био је негда јуначки збор. Онамо, 'намо... да виђу Призрен! Та то је моје – дома ћу доћ'! Cтарина мила тамо ме зове, ту морам једном оружан поћ'. Онамо, 'намо... са развалина дворова царских врагу ћу рећ': "С огњишта милог бјежи ми, куго, зајам ти морам враћати већ'!" Oнамо, 'намо... за брда она казују да је зелени гај под ким се дижу Дечани свети: молитва у њих присваја рај. Онамо, 'намо... за брда она, ђе небо плаво савија свод; на српска поља, на поља бојна, онамо, браћо, спремајмо ход! Онамо, 'намо... за брда она погажен коњ'ма кликује Југ: "У помоћ, ђецо, у помоћ, синци, светит' ме старца, свет вам је дуг!" Онамо, 'намо... сабљи за стара његова ребра да тупим рез по турским ребрим'; да б'једној раји њом истом с руку рес'јецам вез! Oнамо, 'намо... за брда она Милошев, кажу, пребива гроб! Онамо покој добићу души, кад Србин више не буде роб. | Onamo, 'namo... za brda ona, govore da je razoren dvor mojega cara; onamo vele, bio je negda junački zbor. Onamo, 'namo... da viđu Prizren! Ta to je moje – doma ću doć'! Starina mila tamo me zove, tu moram jednom oružan poć'. Onamo, 'namo... sa razvalina dvorova carskih vragu ću reć'! "S ognjišta milog bježi mi, kugo, zajam ti moram vraćati već'!" Onamo, 'namo... za brda ona kazuju da je zeleni gaj pod kim se dižu Dečani sveti: molitva u njih prisvaja raj. Onamo, 'namo... za brda ona đe nebo plavo savija svod; na srpska polja, na polja bojna onamo, braćo, spremajmo hod! Onamo, 'namo... za brda ona pogažen konj'ma klikuje Jug: "U pomoć, đeco, u pomoć, sinci, svetit' me starca, svet vam je dug! Onamo, 'namo... sablji za stara njegova rebra da tupim rez po turskim rebrim'; da b'jednoj raji njom istom s ruku res'jecam vez! Onamo, 'namo... za brda ona Milošev, kažu, prebiva grob! Onamo pokoj dobiću duši, kad Srbin više ne bude rob. | Allí, allá, detrás de esas colinas, Mentiras arruinadas, dicen, de mi El palacio del emperador, dicen, Una vez, los héroes se reunieron. Allí, allí... ¡Lo veo en Prizren! ¡Todo es mío, me iré a casa! La querida Antigüedad me llama. Tengo que venir armado algún día. Allí, allá, por encima de los escombros. Desde los palacios de los emperadores diré al enemigo: "Huye de mi querida casa, peste, ¡Ya tengo que pagar tu deuda! Allí, allá, detrás de esas colinas, Dicen: Bajo ella se alza el santo Deоani: Una oración pronunciada en el seno del paraíso. Allí, allá, detrás de esas colinas, Donde el cielo azul se inclina por su arco; Serbi a los campos, a los campos de batalla, ¡Vaya, hermanos, prepárense para la marcha! Allí, allá, detrás de esas colinas, Aplastado por los cascos de los caballos, exclama Jugé: "Venid, ayudadme, ayudadme, muchachos, ¡Vengue al viejo, sagrada es tu misión! Allá, allá, en los costados del viejo, Voy a pisar el sable. Las costillas de los turcos, cortando los aplausos. ¡De las manos de los cristianos! Allí, allá, detrás de esas colinas, ¡La tumba de Milov, según dicen! Allí mi alma ganará la paz eterna. Serbio ya no es esclavo. |